# 家中川小水力市民発電所
家中川小水力市民発電所（かちゅうがわしょうすいりょくしみんはつでんしょ）は、山梨県都留市にある水力発電所（小水力発電）。
2004年（平成16年）の都留市制50周年を記念して、市民参加型の小水力発電所の建設が決まった。

## 構成
元気くん1号、元気くん2号、元気くん3号の名称で3基が稼働している。各設備の諸元は都留市ウェブサイトの記述に基づく。

### 元気くん1号

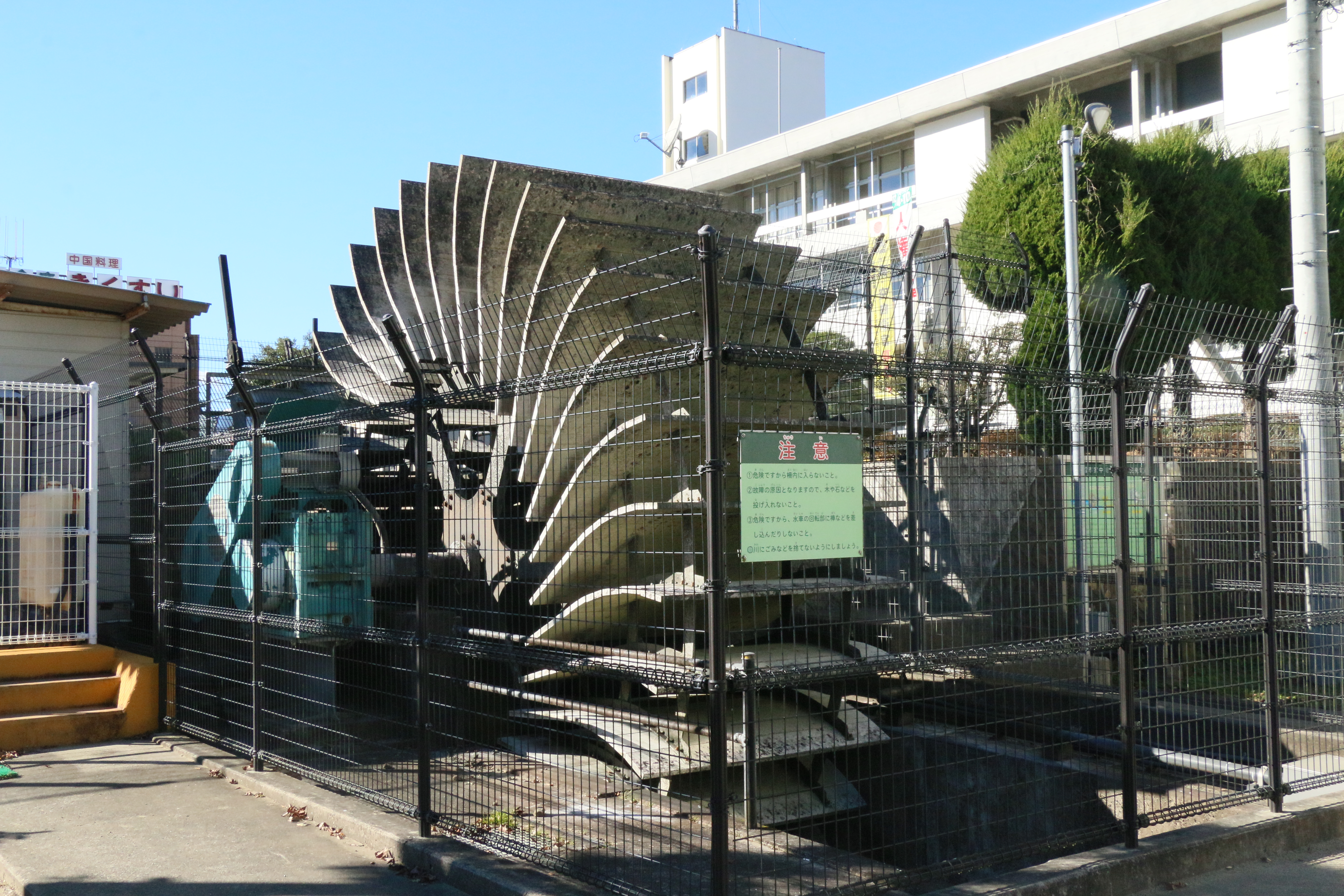
家中川小水力市民発電所「元気くん1号」

- 所在地:山梨県都留市上谷一丁目1番1号（都留市役所敷地内）
- 発電方式:水路式
- 出力:最大20kW
- 稼働年月日:2006年（平成18年）4月6日

谷村小水力発電機元気くん1号
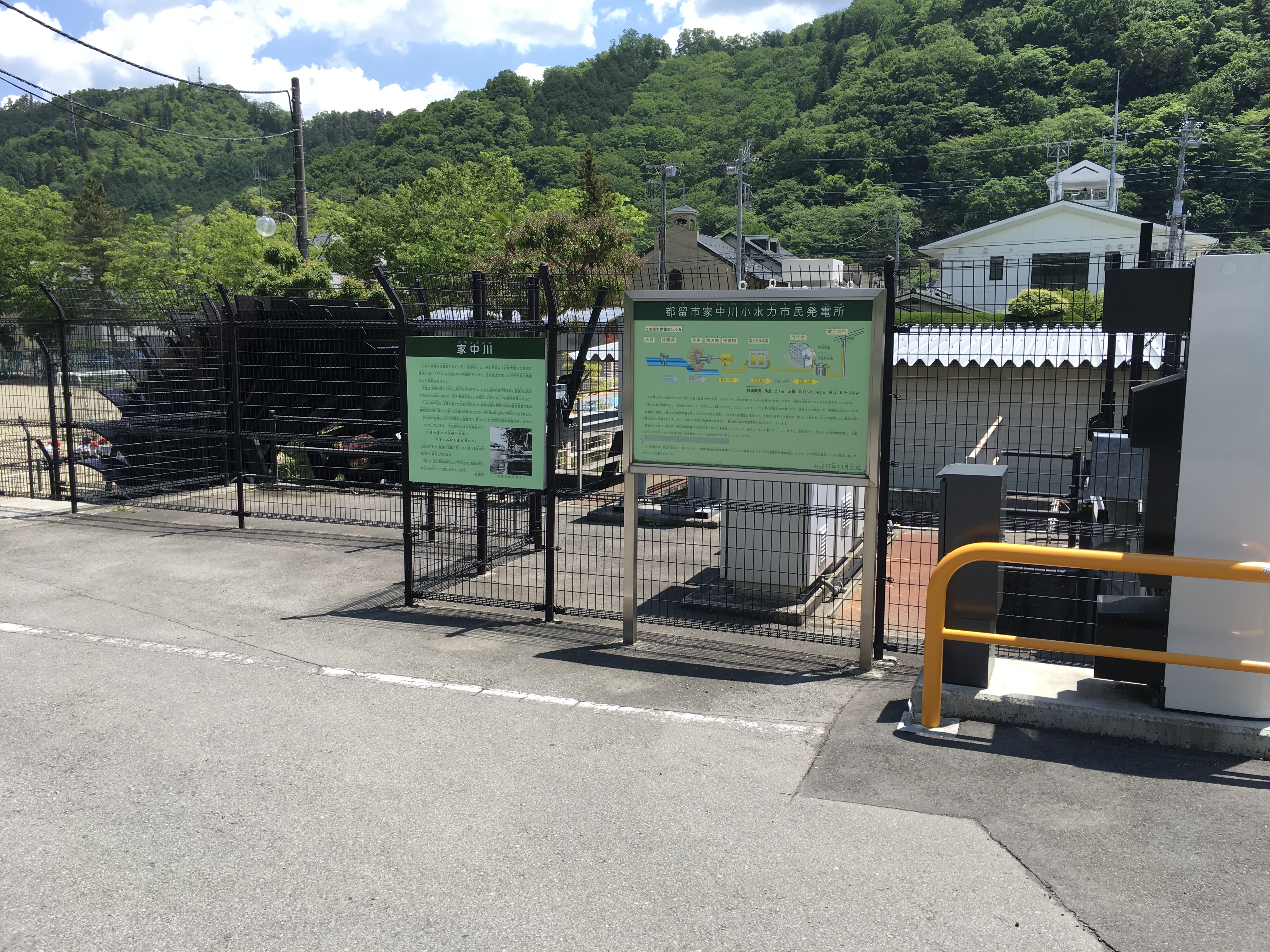
全体
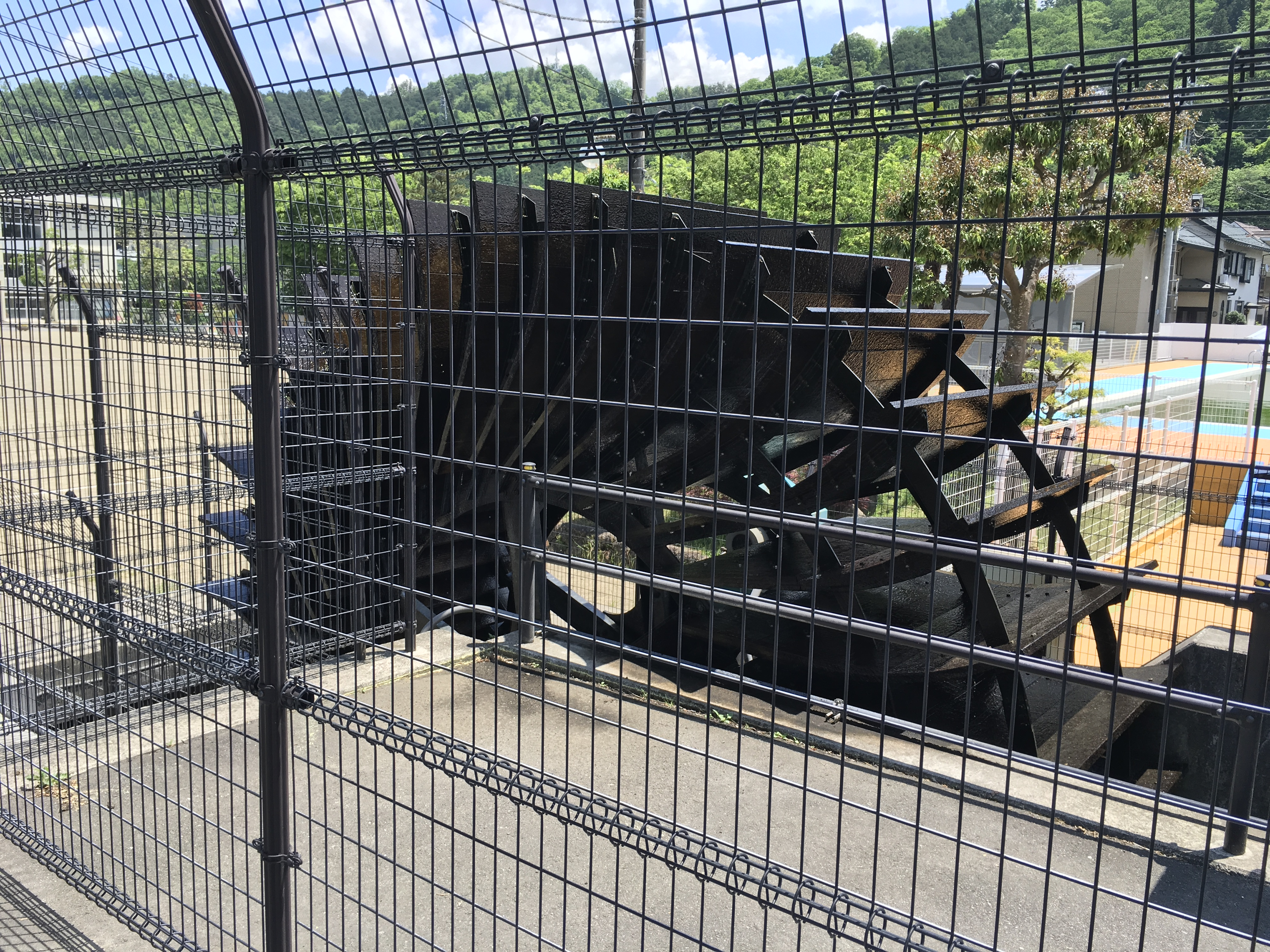
水車上部
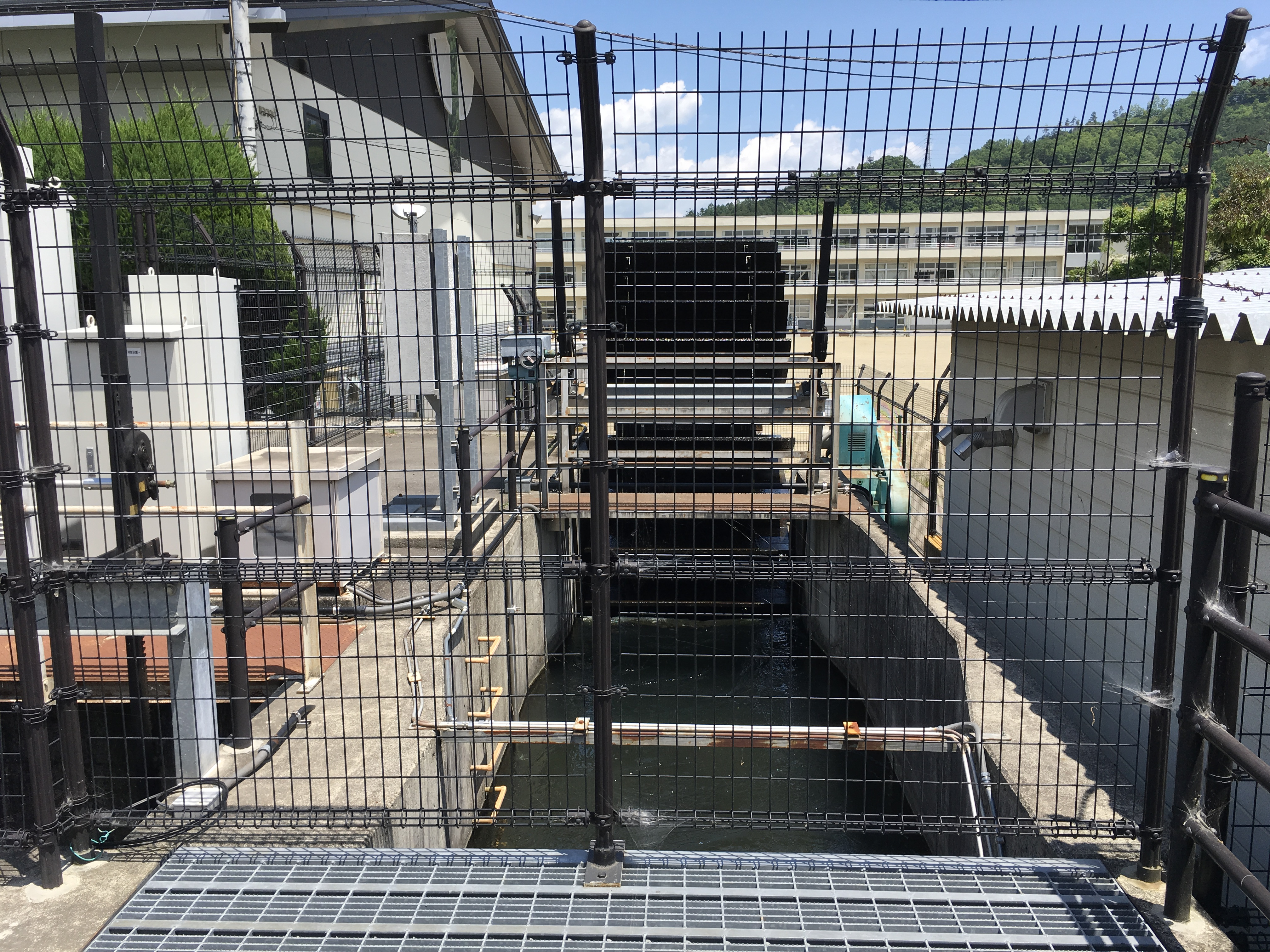
取水部
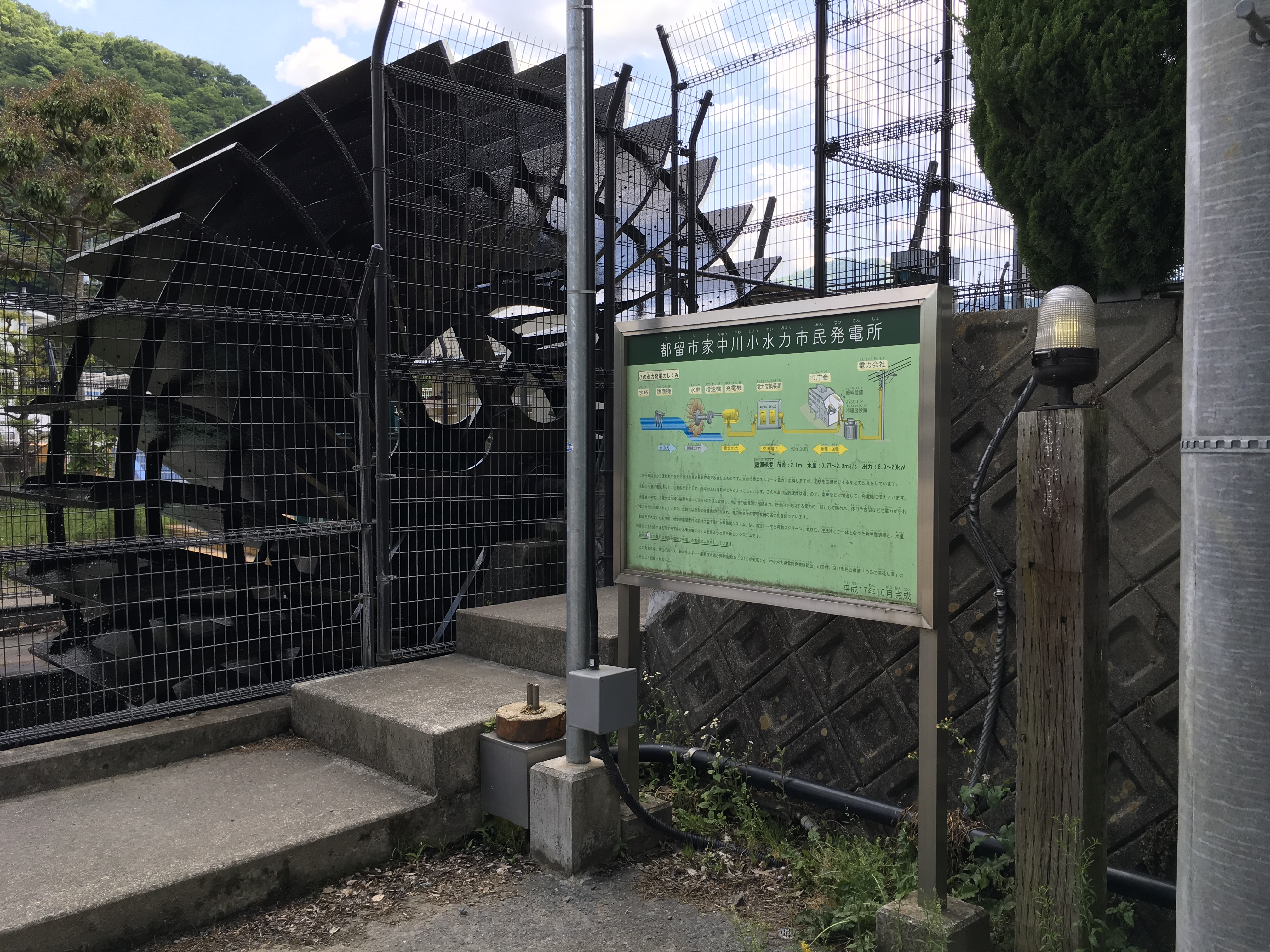
水車下部
- 都留市谷村小水力発電機元気くん1号水車（その１）上部より
- 都留市谷村小水力発電機元気くん1号水車（その１）取水口より
- 都留市谷村小水力発電機元気くん1号水車（その２）下部より

### 元気くん2号

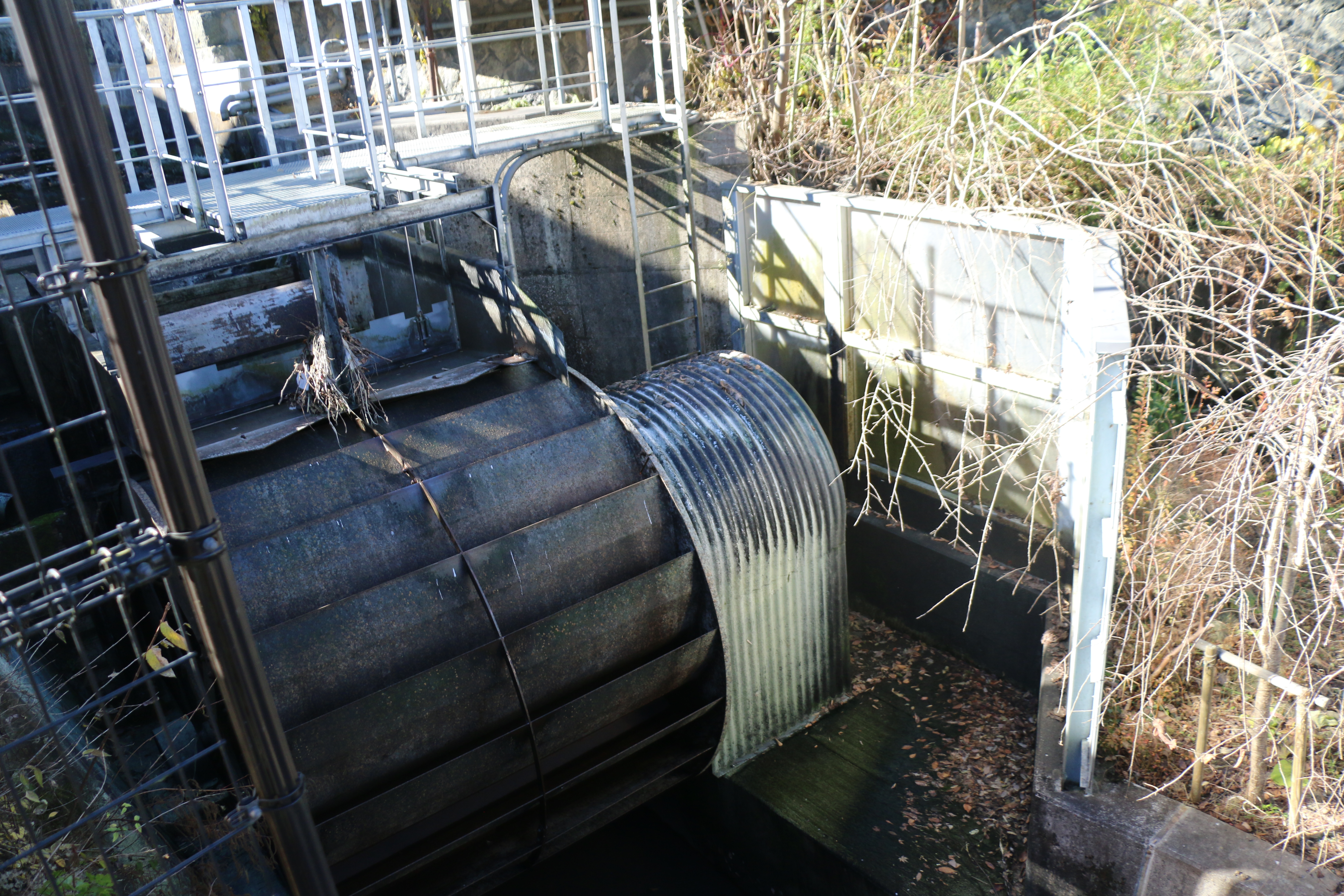
家中川小水力市民発電所「元気くん2号」

- 所在地:山梨県都留市上谷地区内　三の丸発電所跡地
- 発電方式:流れ込み式
- 出力:最大19kW
- 稼働年月日:2010年（平成22年）5月24日

谷村小水力発電機元気くん2号
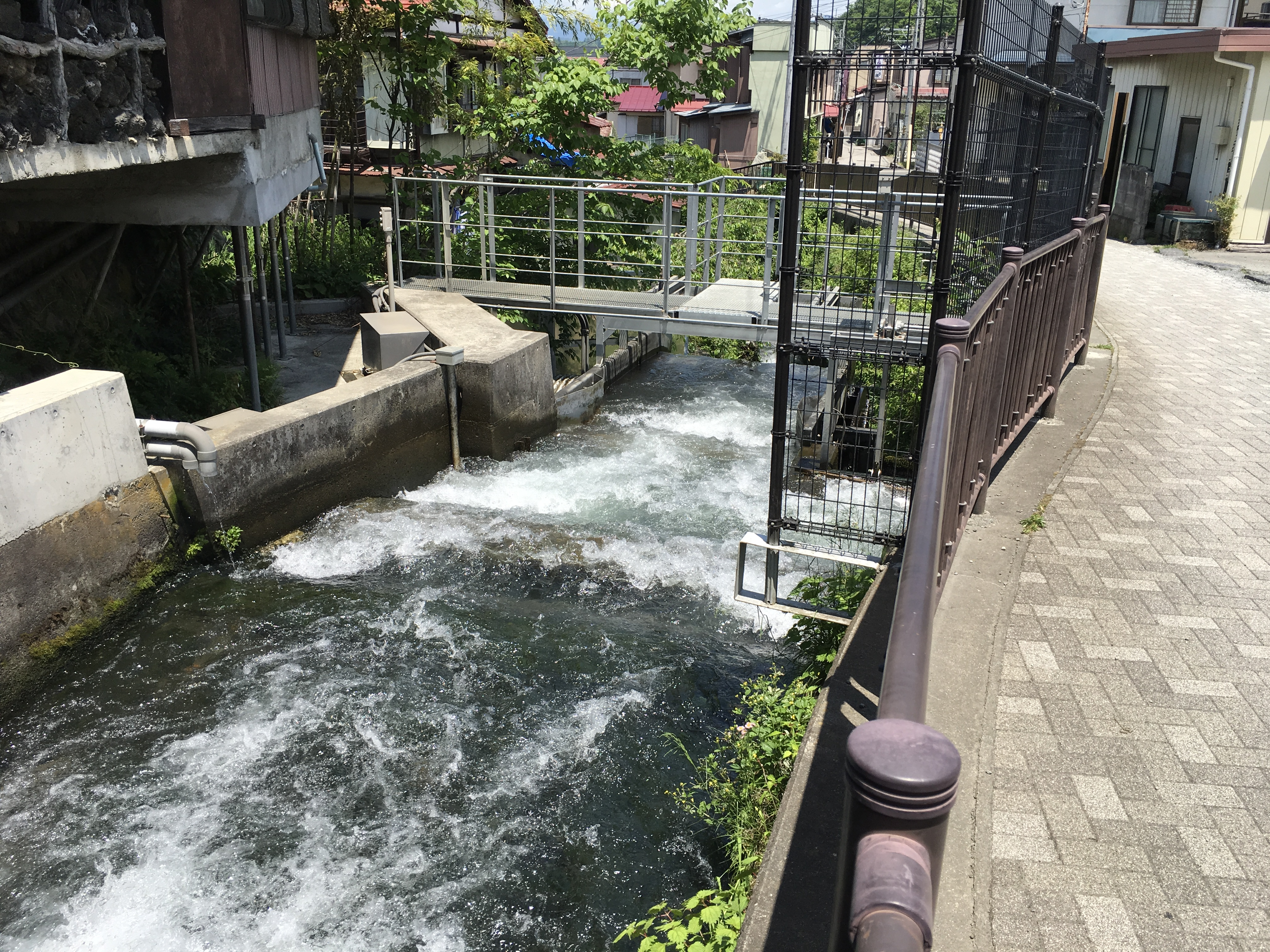
取水部
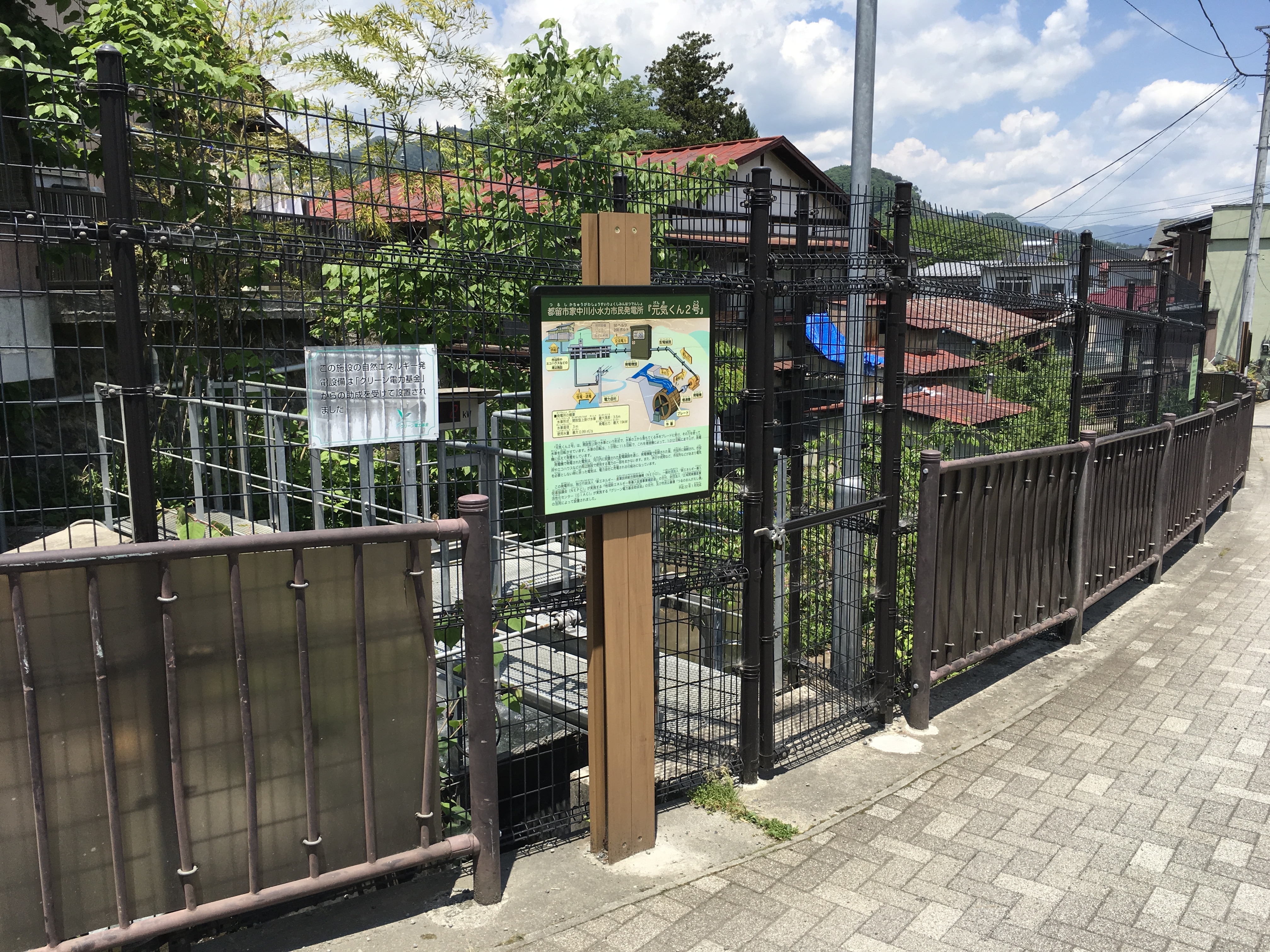
上部
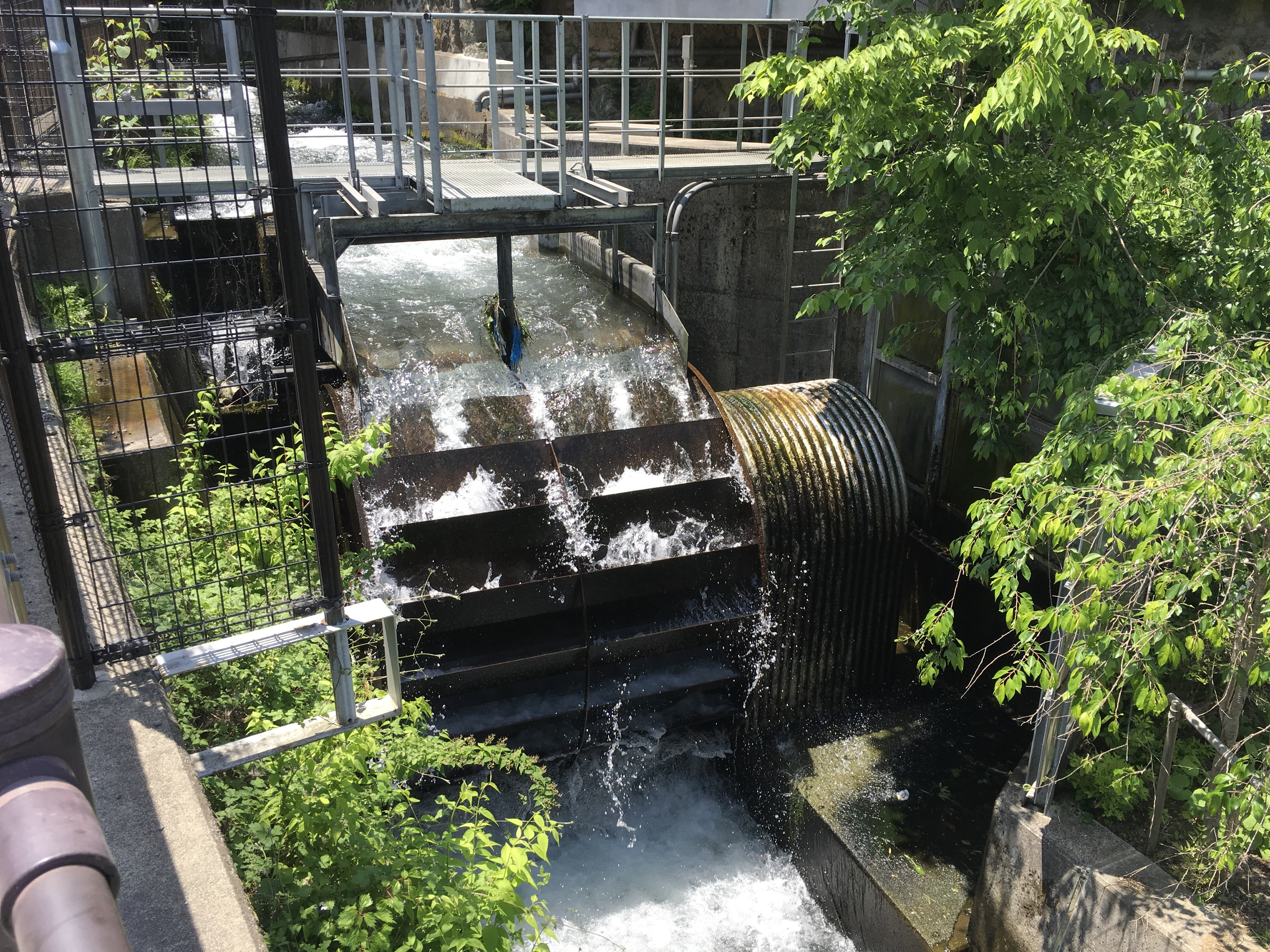
水車
- 都留市谷村小水力発電機元気くん2号水車

### 元気くん3号

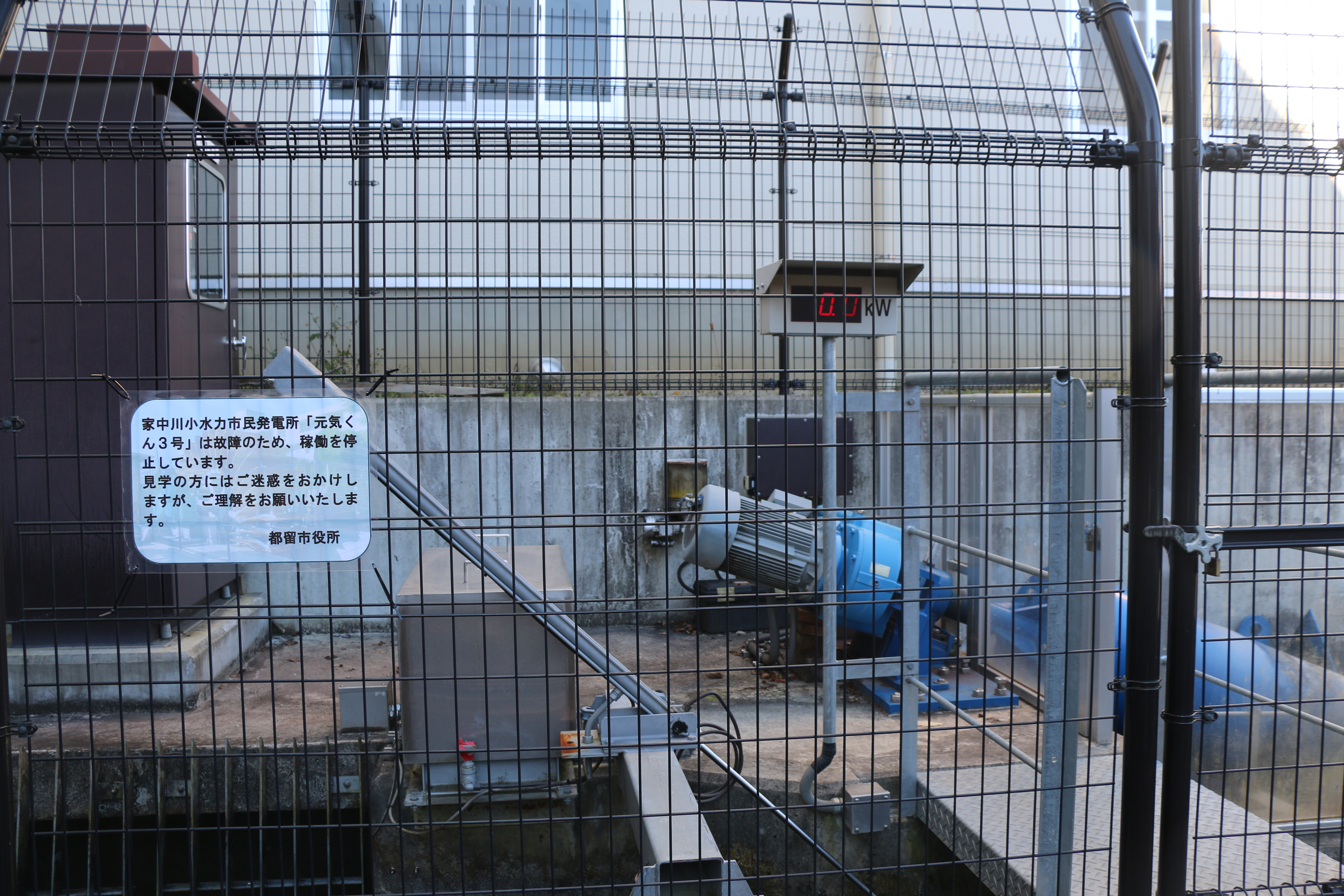
家中川小水力市民発電所「元気くん3号」

- 所在地:山梨県都留市上谷地区内　谷村第一小学校北側地点
- 発電方式:水路式
- 出力:最大7.3kW
- 稼働年月日:2012年（平成24年）3月2日

谷村小水力発電機元気くん2号
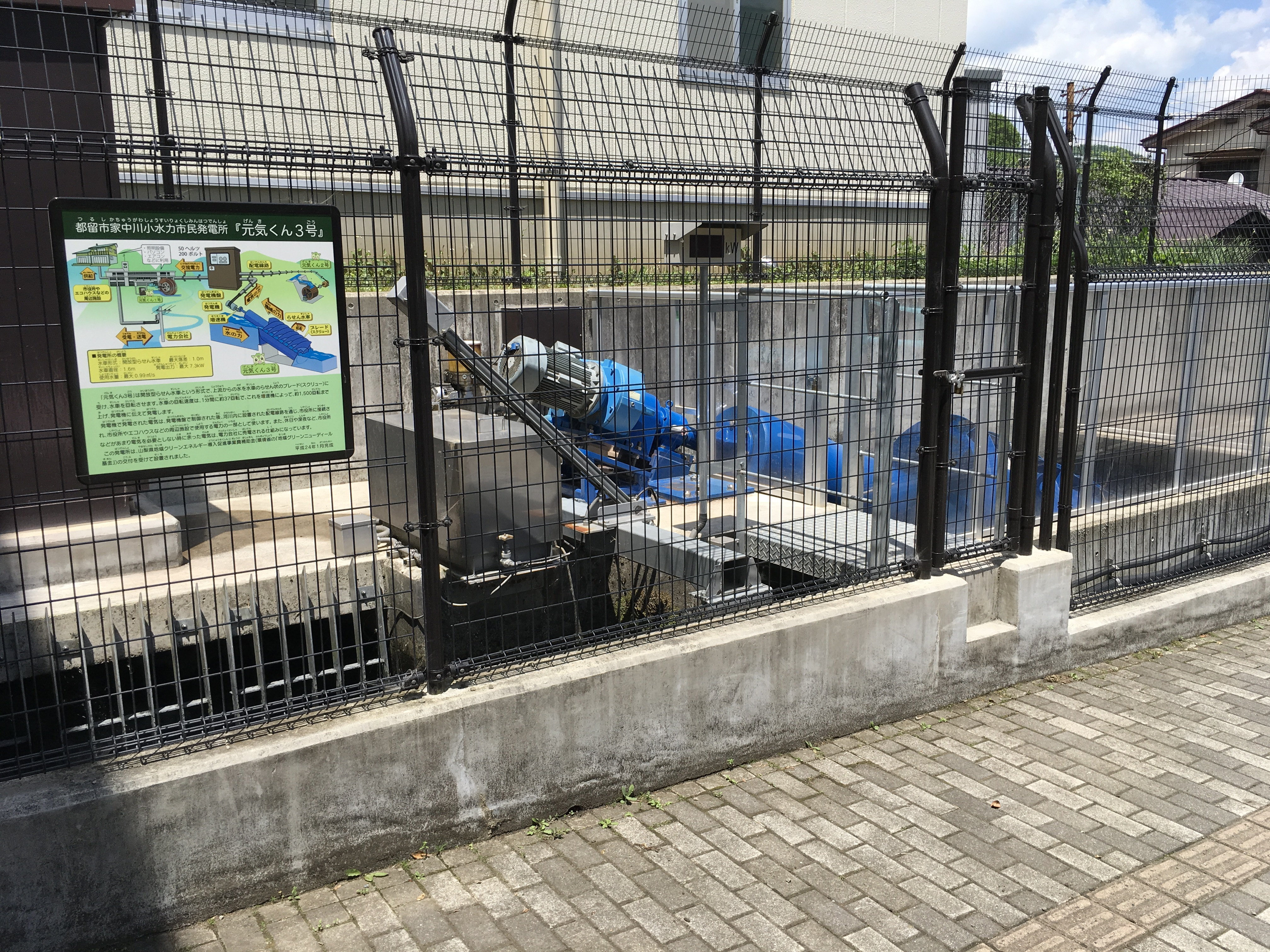
全体
- 都留市谷村小水力発電機元気くん3号水車